# Sufetula sacchari
Sufetula sacchari is een vlinder uit de familie van de grasmotten (Crambidae), uit de onderfamilie van de Lathrotelinae. De wetenschappelijke naam van deze soort is voor het eerst gepubliceerd in 1930 door Francisco Seín jr..
De soort komt voor in Puerto Rico.